# Chézery-Forens
Chézery-Forens és un municipi francès situat al departament de l'Ain i a la regió d'Alvèrnia-Roine-Alps. L'any 2007 tenia 404 habitants.

## Demografia

### Població
El 2007 la població de fet de Chézery-Forens era de 404 persones. Hi havia 170 famílies de les quals 52 eren unipersonals (24 homes vivint sols i 28 dones vivint soles), 61 parelles sense fills, 53 parelles amb fills i 4 famílies monoparentals amb fills.
La població ha evolucionat segons el següent gràfic:
Habitants censats

### Habitatges
El 2007 hi havia 398 habitatges, 177 eren l'habitatge principal de la família, 140 eren segones residències i 81 estaven desocupats. 263 eren cases i 132 eren apartaments. Dels 177 habitatges principals, 125 estaven ocupats pels seus propietaris, 41 estaven llogats i ocupats pels llogaters i 10 estaven cedits a títol gratuït; 2 tenien una cambra, 9 en tenien dues, 27 en tenien tres, 63 en tenien quatre i 76 en tenien cinc o més. 118 habitatges disposaven pel capbaix d'una plaça de pàrquing. A 74 habitatges hi havia un automòbil i a 86 n'hi havia dos o més.

### Piràmide de població
La piràmide de població per edats i sexe el 2009 era:
| Homes | Edats   | Dones |
| ----- | ------- | ----- |
| 0     | 95 o +  | 4     |
| 0     | 90 a 94 | 0     |
| 0     | 85 a 89 | 8     |
| 0     | 80 a 84 | 4     |
| 0     | 75 a 79 | 4     |
| 12    | 70 a 74 | 8     |
| 8     | 65 a 69 | 12    |
| 8     | 60 a 64 | 16    |
| 4     | 55 a 59 | 4     |
| 12    | 50 a 54 | 12    |
| 32    | 45 a 49 | 8     |
| 0     | 40 a 44 | 12    |
| 12    | 35 a 39 | 4     |
| 28    | 30 a 34 | 20    |
| 8     | 25 a 29 | 12    |
| 12    | 20 a 24 | 16    |
| 4     | 15 a 19 | 8     |
| 0     | 10 a 14 | 8     |
| 20    | 5 a 9   | 0     |
| 12    | 0 a 4   | 20    |

## Economia
El 2007 la població en edat de treballar era de 251 persones, 205 eren actives i 46 eren inactives. De les 205 persones actives 188 estaven ocupades (104 homes i 84 dones) i 17 estaven aturades (9 homes i 8 dones). De les 46 persones inactives 21 estaven jubilades, 10 estaven estudiant i 15 estaven classificades com a «altres inactius».

### Ingressos
El 2009 a Chézery-Forens hi havia 180 unitats fiscals que integraven 444 persones, la mediana anual d'ingressos fiscals per persona era de 19.978,5 €.

### Activitats econòmiques
Dels 19 establiments que hi havia el 2007, 1 era d'una empresa extractiva, 2 d'empreses alimentàries, 1 d'una empresa de fabricació d'altres productes industrials, 3 d'empreses de construcció, 2 d'empreses de comerç i reparació d'automòbils, 2 d'empreses de transport, 4 d'empreses d'hostatgeria i restauració, 2 d'empreses de serveis, 1 d'una entitat de l'administració pública i 1 d'una empresa classificada com a «altres activitats de serveis».
Dels 8 establiments de servei als particulars que hi havia el 2009, 1 era una gendarmeria, 1 taller de reparació d'automòbils i de material agrícola, 1 fusteria, 1 lampisteria, 1 electricista, 1 veterinari i 2 restaurants.
Dels 2 establiments comercials que hi havia el 2009, 1 era una botiga de més de 120 m² i 1 una botiga de menys de 120 m².
L'any 2000 a Chézery-Forens hi havia 13 explotacions agrícoles que ocupaven un total de 325 hectàrees.

## Equipaments sanitaris i escolars
El 2009 hi havia una escola elemental integrada dins d'un grup escolar amb les comunes properes formant una escola dispersa.

## Poblacions més properes
El següent diagrama mostra les poblacions més properes.